# Обвије
Обвије (фр. Aubvillers) насеље је и општина у североисточној Француској у региону Пикардија, у департману Сома која припада префектури Мондидје.
По подацима из 2011. године у општини је живело 137 становника, а густина насељености је износила 28,07 становника/km². Општина се простире на површини од 4,88 km². Налази се на средњој надморској висини од 113 метара (максималној 118 m, а минималној 49 m).

## Демографија
| 1962. | 1968. | 1975. | 1982. | 1990. | 1999. | 2011. |
| ----- | ----- | ----- | ----- | ----- | ----- | ----- |
| 115   | 114   | 101   | 102   | 95    | 96    | 137   |

График промене броја становника у току последњих година